# Световна антидопингова агенция
Световната антидопингова агенция (на английски: World Anti-Doping Agency, WADA) е независима организация, създадена на паритетен принцип от Международния олимпийски комитет и от правителства на страни от цял свят на 10 ноември 1999 година в Лозана, Швейцария. Целта на организацията е да популяризира, осъществява мониторинг и да координира борбата срещу допинга в спорта. Слоганът на организацията е Play True („Играй честно“). От 2002 година седалището на централата се намира в Монреал, Канада, като офисът в Лозана остава регионален за Европа. Създадени са и официални офиси в останалите континенти.
Основен документ на WADA е Световният антидопингов кодекс, който е възприет от над 600 спортни организации по света, включващи световни спортни федерации, национални антидопингови организации, МОК, както и от Международния параолимпийски комитет. Последната редакция на кодекса е в сила от 2015 г. На 26 ноември 2019 г. е приета нова редакция на Световния антидопингов кодекс, която ще влезе в сила на 1 януари 2021 г. и съгласно която решенията на WADA ще са задължителни за изпълнение от МОК.

## Хакерска атака
През август и септември 2016 година руската хакерска организация Fancy Bears започва да публикува официални документи на агенцията, които разкриват, че много от световните спортни звезди (вкл. над 200 американски спортисти) са взимали забранени вещества със специални разрешения (т. нар. терапевтични изключения). Сред известните имена са Серена и Винъс Уилямс, Симон Байлс, Рафаел Надал, Фабиан Канчелара, Мо Фара, Крис Фрум, Брадли Уигинс, Ласло Чех, Емануеле Бирарели, Никола Адамс и други. Причините, поради които те са получили разрешение да ползват забранените препарати, са обявени болести, от които страдат (т.е. по „медицински съображения“).
В официалните документи на WADA детайлно е описана процедурата по издаване на терапевтични изключения с посочване на болестите и забранените препарати, използвани за лечението. Тези изключения се дават от националните антидопингови организации или от международните спортни федерации (WADA не дава терапевтични изключения).